# Podział administracyjny Argentyny
Argentyna podzielona jest na miasto autonomiczne Buenos Aires oraz 23 prowincje – podmioty federacji.
| 1. Miasto autonomiczne Buenos Aires 2. Buenos Aires 3. Catamarca 4. Chaco 5. Chubut 6. Córdoba 7. Corrientes 8. Entre Ríos 9. Formosa 10. Jujuy 11. La Pampa 12. La Rioja 13. Mendoza 14. Misiones 15. Neuquén 16. Río Negro 17. Salta 18. San Juan 19. San Luis 20. Santa Cruz 21. Santa Fe 22. Santiago del Estero 23. Ziemia Ognista 24. Tucumán |